# Gran Teatro (Huelva)
El Gran Teatro es un edificio de carácter cultural situado en el municipio español de Huelva, en la provincia homónima. Obra del arquitecto Pedro Sánchez Núñez (1882-1956), fue inaugurado el 30 de agosto de 1923 como el Real Teatro, siendo el principal espacio escénico de la ciudad de Huelva.

## Historia
Con la explosión demográfica de la ciudad a causa del auge industrial a finales del siglo XIX quedó patente la enorme falta de infraestructuras culturales de Huelva. En el siglo siguiente y sobre todo en el XX se reclamó insistentemente desde la prensa la construcción de un teatro acorde a las nuevas demandas de la ciudad. Así, a principios del siglo XX, los edificios que albergaban la cultura habían desaparecido como era el caso del Teatro Colón o, como con los Teatro Mora y Teatro Cómico, sus instalaciones eran vetustas e inseguras. Pese a la insistencia no fue hasta casi el primer cuarto de siglo cuando la obra demandada, es promovida por el onubense e ingeniero de minas Joaquín Gonzalo Garrido. El edificio recibe licencia de obras por el Ayuntamiento de la ciudad el 7 de octubre de 1921, para un edificio de nueva planta destinado a espectáculos teatrales y cinematográficos.
Fue proyectado por Teodoro Anasagasti, Joaquín Otamendi y Antonio Palacios, y aparejador facultativo Nicolás Robles, sobre una superficie total de 759 m².
El 14 de junio de 1922, Joaquín Gonzalo recibe escrito de S.M. Alfonso XIII accediendo a la petición para denominarlo como "Real Teatro" hasta la llegada en 1931 de la Segunda República que pasa a la denominación actual de Gran Teatro. 

"Su Majestad el Rey (q.d.g.), se ha dignado acceder a los deseos manifestados por V., y en su consecuencia se ha servido autorizarle para dar el nombre de Real Teatro y colocar el escudo de España en la fachada del que actualmente está V. edificado en Huelva./Palacio, 14 de junio de 1922/El Jefe Superior de Palacio".

Situado en la Calle Vázquez López (antigua calle Monasterio) en los solares números 17 y 19, fue inaugurado el 30 de agosto de 1923 en un acto en el que participó la banda municipal de música dirigida por Manuel Castillo. Una vez inaugurado, comenzó la representación de la hermosa obra de los Quintero "Cristalina" por la notable compañía de comedias de María Gámez.
El 6 de abril de 1984 se formalizó ante notario la compra del edificio al empresario Joaquín González Barba (alcalde de Huelva 1938-1942) por la Diputación de Huelva y el Ayuntamiento de Huelva siendo remodelado a finales de la década de 1980 según proyecto de Antonio de la Lama Lamamie. El 18 de julio de 1990 fue reinaugurado en una gala presidida por la Reina Sofía en un concierto de violonchelo a cargo de Mstislav Rostropóvich, tras descubrir una placa conmemorativa de la reinauguración del teatro, situada en el vestíbulo del edificio.
El teatro fue sometido a unas obras de rehabilitación que afectaron a la totalidad del edificio. La fachada fue restaurada en su totalidad, respetando cada uno de los elementos artísticos y ornamentales que la configuran. El interior de procedió a la recuperación del ámbito primitivo del edificio, intentando compatibilizar los elementos artístico-decorativos tradicionales: techo de la sala, frente de la escena, mobiliario, lámparas, balaustradas, etc., con los nuevos planteamientos técnico-ambientales de una sala escénica moderna. También se procedió a la redistribución del espacio de la planta baja, con la remodelación de los accesos, vestíbulos y escaleras, ampliando así las zonas de descanso, así como la construcción de nuevas oficinas, talleres y sala de ensayo.
Actualmente es el único teatro de la ciudad y ofrece una gran variedad cultural de cineclub, conciertos musicales, representaciones teatrales, pregón de Semana Santa y el concurso de agrupaciones del Carnaval Colombino. Otra instalación cultural de primer nivel para la ciudad aunque más desconocida es el Cine Club Municipal Francisco Elías.

## Características
Es un edificio señorial, responde a los criterios de clasicismo y monumentalidad de los teatros españoles de la primera mitad del siglo XIX levantado una fachada donde el orden doble de estilo corintio de las ocho columnas, apoyadas en decorados canes, que se adosan a ella las convierte en el referente principal dentro de un abigarrado plano almohadillado donde se adosan listeles, medallones, canecillos y cornisas y se horada mediante huecos de medio punto y óculos.
El inmueble tiene tres alturas que dan lugar a los espacios de platea y dos anfiteatros, contando con palcos a nivel de proscenio y del primer anfiteatro.
Frente a su fachada principal se encuentra la plaza dedicada a José Coto Mora, político, abogado y alcalde de Huelva. Se da la circunstancia que en 1924 donó los terrenos que hoy ocupa la plaza que lleva su nombre, el motivo no era otro que darle una mayor amplitud y vistosidad al recién inaugurado Real Teatro.